# Giovanni Simeone
Giovanni Pablo Simeone Baldini (ɟʝoˈβani simeˈone; Buenos Aires, 5 de juliol de 1995), també conegut com a El Cholito, és un futbolista professional argentí que juga com a davanter centre pel Torino FC, cedit per la SSC Napoli.
És fill de l'exfutbolista i entrenador de futbol Diego Pablo Simeone.

## Carrera futbolística
El seu pare va ser un futbolista reconegut i li va inculcar la passió pel món del futbol. El 2008 amb 13 anys va arribar a les divisions inferiors del River Plate. Amb 17 anys al 2011 va signar amb el River Plate un contracte durant tres anys amb una clàusula de rescissió de 15 milions d'euros.
A la temporada 2013-2014 va realitzar la pretemporada amb grans joves promeses argentines com Matías Kranevitter. El 4 d'agost l'entrenador Ramón Ángel Díaz va apostar per ell, ja que els faltaven davanters i va fer el seu debut contra el Gimnasia y Esgrima La Plata en el Torneo Inicial 2013 que es juga a l'Argentina. Quan va acabar el torneig van arribar nous davanters i durant aquesta temporada va variar entre la titularitat/suplència.

### Temporada 2014-2015
L'entrenador que el va fer debutar (Ramón Ángel Díaz) va ser destituït. Amb l'arribada del nou entrenador Marcelo Gallardo al club per jugar la Copa Argentina, el Torneo de Transición i la Copa Sud-americana. El seu primer partit amb el nou entrenador va ser el 20 d'agost contra Colón al segon temps (min 61). El 20 de novembre a causa de la lesió de Rodrigo Mora ingressaria en l'11 titular.Al final de temporada l'ingrés del juvenil River Plate quedaria amb tres davanters que van sortir de les juvenils del club Lucas Boyé i Sebastián Driussi que cap superaria els 20 anys. De la mà de Marcelo Gallardo,Simeone va celebrar el seu primer títol internacional en la seva jove carrera la Copa Sud-americana 2014 en la qual va aportar 2 gols per aconseguir la victòria.

### Temporada 2015-2016
Després de l'èxit del campionat Sud-americà 2014 obtingut amb la Selecció Argentina Sub-20, Giovanni Simeone tornaria a River de cara al començament del Campionat de lliga Argentí 2015 i la Copa Libertadores 2015.
El juliol de 2015 és cedit amb opció de compra al Club Atlético Banfield de la Primera Divisió Argentina. En aquesta temporada Simeone tindria una bona actuació marcant 7 gols en 19 partits sent juntament amb Mauricio Cuir els golejadors de l'equip.

#### Transició entre Banfield i Genoa
En el torneig 2016 amb l'arribada de Falcioni com a entrenador jugaria d'extrem per dreta i no de "9" com jugava la temporada passada.Amb Falcioni com a director tècnic jugaria amb un 4-4-2 amb Silva i Simeone de davanters o amb un 4-5-1 amb Silva com a únic davanter i Simeone a la banqueta. En el partit davant Lanús, Silva seria expulsat i li donarien 2 partits de suspensió, quedant Simeone com a titular. Ja en el següent partit Simeone tindria un gran partit marcant el seu segon doblet amb la samarreta de Banfield.

### Temporada 2016-2017
Per a la temporada 2016-17 arriba al Genoa de la Sèrie A d'Itàlia per 5M €. El 21 d'agost debuta a la victòria del seu club 3 a 1 sobre el Cagliari. El seu primer gol el va marcar el 25 de setembre a l'empat contra el Pescara. El seu primer doblet el va fer el 27 de novembre a la històrica victòria 3 a 1 contra la Juventus FC, fent així fer-se notar a la lliga italiana. L'1 de desembre li dona la victòria al seu club per Copa Itàlia, en la pròrroga que acabaria 4 a 3 contra el Perusa. Torna a marcar doblet el 18 de desembre encara que el seu equip perdria de local 3-4 amb Palermo. El 19 de gener marca dos gols en un empat 3 a 3 en la seva visita a la Fiorentina, el seu actual equip.

### Temporada 2017-2018
L'agost de 2017 fitxa per la Fiorentina per 15 M €.

## Selecció Argentina sub-20

### Torneig Sud-americà sub-20
Al torneig Sud-americà Sub-20 Simeone, va formar part del planter argentí Sub-18. A causa de les seves bones actuacions també va ser convocat per a formar part de la Sub-20 amb tan sols 17 anys. Al març de l'any 2014 Giovanni Simeone és convocat per Alejandro Sabella en la selecció de futbol de l'Argentina com espàrring en els entrenaments. El 6 de gener de 2015, Humberto Grondona, director tècnic del Seleccionat Argentí sub-20, va lliurar una llista amb els 32 futbolistes en la qual va ser convocat Gio Simeone perquè s'entrenarà a partir de dilluns de cara al campionat sud-americà sub-20 de la categoria que es disputarà a partir del gener vinent a Uruguai. El 10 de gener a molt poc del començament del Sud-americà Sub-20 Humberto Grondona va donar la llista de 23 convocats que Simeone es trobava i dels 7 futbolistes de River Plate que es trobaven a la primera llista 6 van quedar en la llista final que viatgessin a Uruguai. El 14 de gener la selecció Argentina Sub-20 tindria el seu debut al Sud-americà Sub-20 contra la selecció l'Equador Sub-20 en el qual va ser una gran golejada 5-2 amb Gio Simeone com el golejador del partit amb dos gols el primer va ser després d'una jugada d'Àngel Correa va rematar mossegat i Simeone la va empènyer al centre de l'àrea i el segon gol va ser després d'un desbordament d'Ángel Correa que va centrar per a Simeone que només va haver d'empènyer. El 16 de gener a la segona data del torneig per ratificar el seu gran nivell en el primer partit la selecció Argentina Sub-20 tindria un dur cop en perdre 0-1contra la selecció del Paraguai Sub-20 que es col·loca pel moment com punter de grup. El 18 de gener després del dur cop de la derrota passada la selecció Argentina Sub-20 va derrotar amb amplitud al seu parell de la selecció del Perú Sub-20, per 6-2, en partit corresponent a la tercera data del grup A amb la figura de Simeone amb un doblet el seu primer gol va ser després d'una passada de Sebastián Driussi que va definir davant de la sortida del porter per dalt el segon del seu compte personal seria després d'un centre de Leonardo Suárez que de cap marca sense problemes. El 22 de gener es jugava l'últim partit de la zona A del Sud-americà Sub-20 que l'Argentina Sub-20 jugaria contra Selecció de Bolívia Sub-20 en el qual seria victòria 3-0 amb Gio Simeone de nou com golejador del partit un altre doblet els dos gols serien després de dues assistències de Leonardo Suárez que en les dues ocasions la hi deixaria només per empènyer-la. El 7 de febrer del 2015 es corona campió del Sud-americà Sub-20 sent una peça fonamental en l'equip i sortint golejador del torneig amb 9 gols.

### Copa del món sub-20
El 6 de març de 2015 l'entrenador del seleccionat Sub-20, Humberto Grondona, el va incloure en la Preselecció de cara a la Copa Mundial Sub-20 que es durà a terme a Nova Zelanda. Els entrenaments i amistosos començarien a finals de març i seguirien tot abril, fins que la llista final de jugadors que viatjaran al mundial va ser anunciada els primers dies de maig. El 13 de maig de 2015, Humberto Grondona, va confirmar la llista de 21 futbolistes que representarien la selecció Sub 20 al Mundial de Nova Zelanda en la qual es trobava Giovanni Simeone. El planter viatjaria el dilluns 18 de maig cap a Tahití, on disputaria dos amistosos davant la selecció local, i el 25 de maig arribaria a Wellington per debutar el 30 de maig davant Panamà. El 21 de maig en el primer amistós preparatori jugat abans del Mundial de Nova Zelanda la Selecció Argentina Sub-20 va perdre a Tahití per 3-1 davant el representatiu major d'aquest país, en una trobada amistós jugat a l'Estadi Pater Et Hono Nui. El 24 de maig el seleccionat jugaria el segon amistós, i últim abans de viatjar a Nova Zelanda per disputar el Mundial, contra Tahití i aquesta vegada "l'albiceleste" s'imposaria per 4 a 1, amb gols d'Ángel Correa, Monteseirín, Simeone i Emiliano Buendía, mostrant bon maneig de la pilota i contundència en atac.

### Jocs olímpics Río 2016
A l'Argentina olímpica va ser convocat per participar en les fases eliminatòries. El 4 d'agost és suplent però entra al minut 79 per Ángel Correa a la derrota 2-0 contra Portugal. El 7 d'agost va tornar a ser suplent i va entrar al minut 85 per Angel Correa a la victòria per 2-1 contra Algèria. Els argentins només els valia guanyar contra el pròxim rival (Hondures). El dia 10 per tercer partit consecutiu va ser suplent i va entrar al minut 70 per Giovanni Lo Celso a l'empat contra (1-1) Hondures. L'argentina olímpica de l'entrenador Julio Olarticoechea va ser eliminada a la primera fase del Mundial de Rio de 2016 per tant Giovanni Simeone es va quedar sense un bon sabor amb la samarreta del combinat nacional olímpic.

## Palmarès
River Plate
- 1 CONMEBOL Sud-americana: 2014
- 1 Campionat argentí: 2014
- 1 Copa Campeonato: 2014

SSC Napoli
- 2 Serie A: 2022-23,[6] 2024-25

Selecció argentina
- 1 Campionat sud-americà sub-20: 2015